# جنگ رعایای آلمان
جنگ رعایای آلمان (آلمانی: Deutscher Bauernkrieg) یا شورش بزرگ دهقانان شورش گسترده مردمی در مناطق آلمانی‌زبان اروپای مرکزی در سال‌های ۱۵۲۴ و ۱۵۲۵ بود. نهایتاً شورش شکست خورد و ۱۰۰٬۰۰۰ تا ۳۰۰٬۰۰۰ نفر از شورشیان که اغلب دهقانان و زارعانی بودند که به خوبی مسلح نشده بودند، کشته شدند. جنگ رعایای آلمان بزرگ‌ترین شورش اروپا تا قبل از انقلاب فرانسه به‌شمار می‌آید.